# Illich Steel and Iron Works
Illich Iron & Steel Works (Маріу́польський металургі́йний комбіна́т і́мені Ілліча́) er en ukrainsk stålproducent med hovedkvarter i Mariupol.
De producerer et bredt sortiment af stål. Virksomheden blev etableret 1897 som Nikopol-Mariupol Mining and Metallurgical Society.